# Théâtre d'été de Pyynikki
Le Théâtre d'été de Pyynikki (finnois : Pyynikin kesäteatteri) est un théâtre  situé dans le quartier quartier de Pyynikki à Tampere en Finlande.

## Histoire
Le théâtre est fondé en 1948 par les acteurs Yrjö Kostermaa et Toivo Mäkelä, sous le nom de Théâtre d'été de Tampere (finnois : Tampereen Kesäteatteri).
Il débute à Joselininniemi au bord du Lac Pyhäjärvi où les pièces sont encore présentées de nos jours.
En 1955, on le renomme Théâtre d'été de Pyynikki.
En 1959, la scène tournante conçue par Reijo Ojanen est prête et offre 800 places.
Le vrai démarrage du théâtre viendra dans les années 1960 avec la pièce Tuntematon sotilas adaptée du roman de Väinö Linna qui sera si populaire qu'elle sera au programme pendant près d’une décennie.

## Programmation
| Année     | Auteur                                  | Titre                                        |
| --------- | --------------------------------------- | -------------------------------------------- |
| 1990      | Hugo Raudsepp                           | Puolimatka pulassa                           |
| 1991      | Maiju Lassila                           | Kilpakosijat                                 |
| 1992      | Tauno Yliruusi                          | Kesäillan valssi                             |
| 1993-94   | Väinö Linna                             | Akseli ja Elina                              |
| 1995-96   | Väinö Linna                             | Täällä Pohjantähden alla                     |
| 1997      | Väinö Linna                             | Tuntematon sotilas                           |
| 1998      | Laila Hietamies                         | Maan kämmenellä                              |
| 1999      | Lars Hulden Sven Sid                    | Kesäpäivä Kangasalla                         |
| 2000      | Kalle Päätalo                           | Pohjalta ponnistaen                          |
| 2001      | Agapetus                                | Aatamin puvussa ja vähän Eevankin            |
| 2002      | Heikki Luoma                            | Vain muutaman huijarin tähden                |
| 2003      | Heikki Vihinen                          | Hopeinen kuu                                 |
| 2004      | Jukka Virtanen                          | Albatrossi ja Heiskanen                      |
| 2005      | Johannes Linnankoski                    | Tulipunakukka                                |
| 2006      | Veikko Huovinen                         | Lampaansyöjät                                |
| 2007      | Heikki Luoma                            | Mooseksen perintö                            |
| 2008      | Heikki Vihinen Timo Kahilainen          | Kalliolle kukkulalle                         |
| 2009      | Hella Wuolijoki Bertolt Brecht          | Iso-Heikkilän isäntä ja hänen renkinsä Kalle |
| 2010      | Anna-Leena Härkönen                     | Häräntappoase                                |
| 2011      | Paavo Haavikko                          | Rauta-aika                                   |
| 2012–2013 | Heikki Syrjä Riku Suokas Heikki Vihinen | Vuonna 85                                    |
| 2014      | Heikki Luoma                            | Pirunpelto                                   |